# Microhoria emaciata
Microhoria emaciata is een keversoort uit de familie snoerhalskevers (Anthicidae). De wetenschappelijke naam van de soort is voor het eerst geldig gepubliceerd in 1896 door Pic.